# A melhor mãe do mundo
A melhor mãe do mundo (internationaler Titel: The Best Mother in the World, dt.: „Die beste Mutter der Welt“) ist ein Spielfilm von Anna Muylaert aus dem Jahr 2025. Das Familiendrama handelt von einer hart arbeitenden Mutter, die um die Sicherheit ihrer kleinen Kinder kämpft. Die Hauptrollen übernahmen Shirley Cruz sowie Seu Jorge. Die argentinisch-brasilianische Koproduktion wurde im Februar 2025 im Rahmen der Internationalen Filmfestspiele Berlin (Berlinale) uraufgeführt.

## Handlung
Gal ist mit Leandro verheiratet und Mutter zweier Kinder. Sie verdient sich den Lebensunterhalt als Wertstoffsammlerin. Als sie von ihrem Ehemann misshandelt wird, erstattet Gal Anzeige auf einer Polizeistation. Die dortigen Beamtinnen können ihr jedoch nicht helfen. Daraufhin beschließt Gal, Leandro zu verlassen und sich auf die Suche nach einem sicheren Zuhause zu machen. Sie nimmt die Kinder und ihren Wagen mit, in dem sie recycelbaren Müll sammelt. Die drei sind fortan auf sich gestellt und von Obdachlosigkeit bedroht. Gal versucht jedoch ihren Kindern die schwierige Lage als ein großes Abenteuer zu verkaufen.

## Veröffentlichung
Die Weltpremiere erfolgte im Februar 2025 im Rahmen der Internationalen Filmfestspiele Berlin. Dort wurde das Werk in die Sektion Berlinale Special aufgenommen.